# Hamburg Masters
Giải quần vợt Hamburg Masters bắt đầu được tổ chức vào năm 1892. Đây là giải được tổ chức hàng năm cho các các vận đôngh viên tennis chuyên nghiệp ở Hamburg, Đức và nó nằm trong hệ thống giải của ATP Tour. Giải đấu được tổ chức trên mặt sân đất nện ở Am Rothenbaum. Trước nó được tổ chức vào tháng 5, như là một phần chuẩn bị cho giải Pháp Mở rộng. Hiện nay nó được tổ chức vào tháng 7.

## Thống kế giải

### Chung kết đơn nam
| Năm                        | Nhà vô địch         | Á quân                 | Tỷ số                    |
| -------------------------- | ------------------- | ---------------------- | ------------------------ |
| 2017                       | Leonardo Mayer      | Florian Mayer          | 6–4, 4–6, 6–3            |
| 2016                       | Martin Kližan       | Pablo Cuevas           | 6–1, 6–4                 |
| 2015                       | Rafael Nadal        | Fabio Fognini          | 7–5, 7–5                 |
| 2014                       | Leonardo Mayer      | David Ferrer           | 6–7(3–7), 6–1, 7–6(7–4)  |
| 2013                       | Fabio Fognini       | Federico Delbonis      | 4–6, 7–6(10–8), 6–2      |
| 2012                       | Juan Mónaco         | Tommy Haas             | 7–5, 6–4                 |
| 2011                       | Gilles Simon        | Nicolás Almagro        | 6–4, 4–6, 6–4            |
| 2010                       | Andrey Golubev      | Jürgen Melzer          | 6–3, 7–5                 |
| 2009                       | Nikolay Davydenko   | Paul-Henri Mathieu     | 6–4, 6–2                 |
| ↑ ATP World Tour 500 ↑     |                     |                        |                          |
| 2008                       | Rafael Nadal        | Roger Federer          | 7–5, 6–7(3–7), 6–3       |
| 2007                       | Roger Federer       | Rafael Nadal           | 2–6, 6–2, 6–0            |
| 2006                       | Tommy Robredo       | Radek Štěpánek         | 6–1, 6–3, 6–3            |
| 2005                       | Roger Federer       | Richard Gasquet        | 6–3, 7–5, 7–6(7–4)       |
| 2004                       | Roger Federer       | Guillermo Coria        | 4–6, 6–4, 6–2, 6–3       |
| 2003                       | Guillermo Coria     | Agustín Calleri        | 6–3, 6–4, 6–4            |
| 2002                       | Roger Federer       | Marat Safin            | 6–1, 6–3, 6–4            |
| 2001                       | Albert Portas       | Juan Carlos Ferrero    | 4–6, 6–2, 0–6, 7–6, 7–5  |
| 2000                       | Gustavo Kuerten     | Marat Safin            | 6–4, 5–7, 6–4, 5–7, 7–6  |
| ↑ ATP Masters Series ↑     |                     |                        |                          |
| 1999                       | Marcelo Ríos        | Mariano Zabaleta       | 6–7, 7–5, 5–7, 7–6, 6–2  |
| 1998                       | Albert Costa        | Àlex Corretja          | 6–2, 6–0, 1–0 (retired)  |
| 1997                       | Andrei Medvedev     | Félix Mantilla         | 6–0, 6–4, 6–2            |
| 1996                       | Roberto Carretero   | Àlex Corretja          | 2–6, 6–4, 6–4, 6–4       |
| 1995                       | Andrei Medvedev     | Goran Ivanišević       | 6–3, 6–2, 6–1            |
| 1994                       | Andrei Medvedev     | Yevgeny Kafelnikov     | 6–4, 6–4, 3–6, 6–3       |
| 1993                       | Michael Stich       | Andrei Chesnokov       | 6–3, 6–7, 7–6, 6–4       |
| 1992                       | Stefan Edberg       | Michael Stich          | 5–7, 6–4, 6–1            |
| 1991                       | Karel Nováček       | Magnus Gustafsson      | 6–3, 6–3, 5–7, 0–6, 6–1  |
| 1990                       | Juan Aguilera       | Boris Becker           | 6–1, 6–0, 7–6            |
| ↑ ATP Super 9 ↑            |                     |                        |                          |
| 1989                       | Ivan Lendl          | Horst Skoff            | 6–4, 6–1, 6–3            |
| 1988                       | Kent Carlsson       | Henri Leconte          | 6–2, 6–1, 6–4            |
| 1987                       | Ivan Lendl          | Miloslav Mečíř         | 6–1, 6–3, 6–3            |
| 1986                       | Henri Leconte       | Miloslav Mečíř         | 6–2, 5–7, 6–4, 6–2       |
| 1985                       | Miloslav Mečíř      | Henrik Sundström       | 6–4, 6–1, 6–4            |
| 1984                       | Juan Aguilera       | Henrik Sundström       | 6–4, 2–6, 2–6, 6–4, 6–4  |
| 1983                       | Yannick Noah        | José Higueras          | 3–6, 7–5, 6–2, 6–0       |
| 1982                       | José Higueras       | Peter McNamara         | 4–6, 6–7, 7–6, 6–3, 7–6  |
| 1981                       | Peter McNamara      | Jimmy Connors          | 7–6, 6–1, 4–6, 6–4       |
| 1980                       | Harold Solomon      | Guillermo Vilas        | 6–7, 6–2, 6–4, 2–6, 6–3  |
| 1979                       | José Higueras       | Harold Solomon         | 3–6, 6–1, 6–4, 6–1       |
| 1978                       | Guillermo Vilas     | Wojtek Fibak           | 6–2, 6–4, 6–2            |
| ↑ GP Championship Series ↑ |                     |                        |                          |
| 1977                       | Paolo Bertolucci    | Manuel Orantes         | 6–3, 4–6, 6–2, 6–3       |
| 1976                       | Eddie Dibbs         | Manuel Orantes         | 6–4, 4–6, 6–1, 2–6, 6–1  |
| 1975                       | Manuel Orantes      | Jan Kodeš              | 3–6, 6–2, 6–2, 4–6, 6–1  |
| 1974                       | Eddie Dibbs         | Hans-Joachim Plötz     | 6–2, 6–2, 6–3            |
| 1973                       | Eddie Dibbs         | Karl Meiler            | 6–1, 3–6, 7–6, 6–3       |
| 1972                       | Manuel Orantes      | Adriano Panatta        | 6–3, 9–8, 6–0            |
| 1971                       | Andrés Gimeno       | Péter Szőke            | 6–3, 6–2, 6–2            |
| 1970                       | Tom Okker           | Ilie Năstase           | 4–6, 6–3, 6–3, 6–4       |
| 1969                       | Tony Roche          | Tom Okker              | 6–1, 5–7, 7–5, 8–6       |
| 1968                       | John Newcombe       | Cliff Drysdale         | 6–3, 6–2, 6–4            |
| 1967                       | Roy Emerson         | Manuel Santana         | 6–3, 6–3, 6–1            |
| 1966                       | Fred Stolle         | István Gulyás          | 2–6, 7–5, 6–1, 6–2       |
| 1965                       | Cliff Drysdale      | Boro Jovanović         | 6–2, 6–4, 3–6, 6–3       |
| 1964                       | Wilhelm Bungert     | Christian Kuhnke       | 0–6, 6–4, 7–5, 6–2       |
| 1963                       | Martin Mulligan     | Bob Hewitt             | 6–0, 0–6, 8–6, 6–2       |
| 1962                       | Rod Laver           | Manuel Santana         | 8–6, 7–5, 6–4            |
| 1961                       | Rod Laver           | Luis Ayala             | 6–2, 6–8, 5–7, 6–1, 6–2  |
| 1960                       | Nicola Pietrangeli  | Jan-Erik Lundquist     | 6–3, 2–6, 6–4, 6–2       |
| 1959                       | William Knight      | Ian Vermaak            | 4–6, 6–4, 4–6, 6–3, 8–6  |
| 1958                       | Sven Davidson       | Jacques Brichant       | 5–7, 6–4, 0–6, 9–7, 6–3  |
| 1957                       | Mervyn Rose         | Pierre Darmon          | 6–3, 6–0, 6–1            |
| 1956                       | Lew Hoad            | Orlando Sirola         | 6–2, 5–7, 6–4, 8–6       |
| 1955                       | Arthur Larsen       | Władysław Skonecki     | 3–6, 6–3, 7–5, 6–8, 6–3  |
| 1954                       | Budge Patty         | Sven Davidson          | 6–1, 6–1, 7–5            |
| 1953                       | Budge Patty         | Fausto Gardini         | 6–3, 6–2, 6–3            |
| 1952                       | Eric Sturgess       | Jaroslav Drobný        | 6–3, 6–2, 6–3            |
| 1951                       | Lennart Bergelin    | Sven Davidson          | 4–6, 6–3, 4–6, 6–4, 7–5  |
| 1950                       | Jaroslav Drobný     | Gottfried von Cramm    | 6–3, 6–4, 6–4            |
| 1949                       | Gottfried von Cramm | Ernst Buchholz         | 7–5, 6–1, 6–0            |
| 1948                       | Gottfried von Cramm | Helmut Gulcz           | 6–4, 6–1, 4–6, 6–3       |
| 1940–1947                  | Not Held            | Not Held               | Not Held                 |
| 1939                       | Henner Henkel       | Roderich Menzel        | 4–6, 6–4, 6–0, 6–1       |
| 1938                       | Ottó Szigeti        | Bernard Destremau      | 8–6, 6–8, 6–3, 6–3       |
| 1937                       | Henner Henkel       | Vivian McGrath         | 1–6, 6–3, 8–6, 3–6, 6–1  |
| 1936                       | Not Held            | Not Held               | Not Held                 |
| 1935                       | Gottfried von Cramm | Ottó Szigeti           | 6–3, 6–3, 6–3            |
| 1934                       | Gottfried von Cramm | Clayton Lee Burwell    | 6–2, 6–1, 6–4            |
| 1933                       | Gottfried von Cramm | Roderich Menzel        | 7–5, 2–6, 4–6, 6–3, 6–4  |
| 1932                       | Gottfried von Cramm | Roderich Menzel        | 3–6, 6–2, 6–2, 6–3       |
| 1931                       | Roderich Menzel     | Gustav Jaenecke        | 6–2, 6–2, 6–1            |
| 1930                       | Christian Boussus   | Yoshiro Ohta           | 1–6, 8–6, 2–6, 6–4, 6–4  |
| 1929                       | Christian Boussus   | Otto Froitzheim        | 6–1, 4–6, 6–1, 6–8, 6–1  |
| 1928                       | Daniel Prenn        | Hans Moldenhauer       | 6–1, 6–4, 6–3            |
| 1927                       | Hans Moldenhauer    | Willy Hannemann        | 6–2, 4–6, 6–4, 6–4       |
| 1926                       | Hans Moldenhauer    | Walter Dessart         | 6–2, 6–2, 6–1            |
| 1925                       | Otto Froitzheim     | Béla von Kehrling      | 6–4, 6–1, 4–6, 6–1       |
| 1924                       | Béla von Kehrling   | Luis Maria Heyden      | 8–6, 6–1, 9–7            |
| 1923                       | Heinz Landmann      | Luis Maria Heyden      | 6–2, 6–3, 7–5            |
| 1922                       | Otto Froitzheim     | Friedrich Wilhelm Rahe | 2–6, 6–0, 8–6, 6–1       |
| 1921                       | Otto Froitzheim     | Robert Kleinschroth    | 6–4, 8–6 (retired)       |
| 1920                       | Oscar Kreuzer       | Luis Maria Heyden      | 6–0, 6–0, 6–2            |
| 1914–1919                  | Not Held            | Not Held               | Not Held                 |
| 1913                       | Heinrich Schomburgk | Otto von Müller        | 6–2, 6–4, 7–5            |
| 1912                       | Otto von Müller     | Heinrich Schomburgk    | 2–6, 6–1, 6–4, 6–2       |
| 1911                       | Otto Froitzheim     | Felix Pipes            | 6–3, 6–2, 6–1            |
| 1910                       | Otto Froitzheim     | Kurt Bergmann          | walkover                 |
| 1909                       | Otto Froitzheim     | Friedrich Wilhelm Rahe | 6–0, 6–2, 6–3            |
| 1908                       | Major Ritchie       | George K. Logie        | 6–1, 6–1, 6–3            |
| 1907                       | Otto Froitzheim     | Major Ritchie          | 7–5, 6–3, 6–4            |
| 1906                       | Major Ritchie       | Friedrich Wilhelm Rahe | 6–2, 6–2, 6–0            |
| 1905                       | Major Ritchie       | Anthony Wilding        | 8–6, 7–5, 8–6            |
| 1904                       | Major Ritchie       | Kurt von Wessely       | 6–4, 6–0, 10–8           |
| 1903                       | Major Ritchie       | Max Decugis            | walkover                 |
| 1902                       | Max Decugis         | John M. Flavelle       | 4–6, 2–6, 7–5, 7–5, 6–0  |
| 1901                       | Max Decugis         | Frederick W. Payn      | 6–4, 6–4, 4–6, 6–2       |
| 1900                       | George Hillyard     | Laurence Doherty       | walkover                 |
| 1899                       | Clarence Hobart     | Harold Mahony          | 8–6, 8–10, 6–0, 6–8, 8–6 |
| 1898                       | Harold Mahony       | Joshua Pim             | 6–4, 6–3, 6–4            |
| 1897                       | George Hillyard     | George C. Ball Greene  | 6–1, 6–2, 6–3            |
| 1896                       | Victor Voss         | Georg Wantzelius       | 6–1, 6–0, 6–1            |
| 1895                       | Victor Voss         | Christian Winzer       | 6–2, 6–1, 6–2            |
| 1894                       | Victor Voss         | Christian Winzer       | 11–9, 6–1, 6–4           |
| 1893                       | Christian Winzer    | Walter Bonne           | 6–4, 6–0, 3–6, 6–3       |
| 1892                       | Walter Bonne        | R.A. Leers             | 7–5, 6–3                 |

### Chung kết đôi
| Năm  | Vô địch                               | Hạng nhì                              | Tỉ số                   |
| ---- | ------------------------------------- | ------------------------------------- | ----------------------- |
| 2010 | Marc López David Marrero              | Jérémy Chardy Paul-Henri Mathieu      | 6–3, 2–6, [10–8]        |
| 2009 | Simon Aspelin Paul Hanley             | Marcelo Melo Filip Polášek            | 6–3, 6–3                |
| 2008 | Daniel Nestor Nenad Zimonjić          | Bob Bryan Mike Bryan                  | 6–4, 5–7, [10–8]        |
| 2007 | Bob Bryan Mike Bryan                  | Paul Hanley Kevin Ullyett             | 6–3, 3–6, [10–7]        |
| 2006 | Paul Hanley Kevin Ullyett             | Mark Knowles Daniel Nestor            | 4–6, 7–6, [10–4]        |
| 2005 | Jonas Björkman Max Mirnyi             | Michaël Llodra Fabrice Santoro        | 6–2, 6–3                |
| 2004 | Wayne Black Kevin Ullyett             | Bob Bryan Mike Bryan                  | 6–1, 6–2                |
| 2003 | Mark Knowles Daniel Nestor            | Mahesh Bhupathi Max Mirnyi            | 6–4, 6–4                |
| 2002 | Mahesh Bhupathi Jan-Michael Gambill   | Jonas Björkman Todd Woodbridge        | 6–2, 6–4                |
| 2001 | Jonas Björkman Todd Woodbridge        | Daniel Nestor Sandon Stolle           | 7–6, 3–6, 6–3           |
| 2000 | Todd Woodbridge Mark Woodforde        | Wayne Arthurs Sandon Stolle           | 6–7, 6–4, 6–3           |
| 1999 | Wayne Arthurs Andrew Kratzmann        | Paul Haarhuis Jared Palmer            | 4–6, 7–6, 6–4           |
| 1998 | Donald Johnson Francisco Montana      | David Adams Brett Steven              | 6–4, 6–4                |
| 1997 | Luis Lobo Javier Sánchez              | Neil Broad Piet Norval                | 6–2, 3–6, 6–4           |
| 1996 | Mark Knowles Daniel Nestor            | Guy Forget Jakob Hlasek               | 6–4, 7–6                |
| 1995 | Wayne Ferreira Yevgeny Kafelnikov     | Byron Black Andrei Olhovskiy          | 7–6, 6–0                |
| 1994 | Scott Melville Piet Norval            | Henrik Holm Anders Järryd             | 7–6, 6–3                |
| 1993 | Paul Haarhuis Mark Koevermans         | Grant Connell Patrick Galbraith       | 7–6, 6–4                |
| 1992 | Sergio Casal Emilio Sánchez           | Carl-Uwe Steeb Michael Stich          | 6–3, 3–6, 6–4           |
| 1991 | Sergio Casal Emilio Sánchez           | Cassio Motta Danie Visser             | 7–6, 7–6                |
| 1990 | Sergi Bruguera Jim Courier            | Udo Riglewski Michael Stich           | 4–6, 6–1, 7–6           |
| 1989 | Emilio Sánchez Javier Sánchez         | Boris Becker Eric Jelen               | 6–4, 6–7, 7–6           |
| 1988 | Darren Cahill Laurie Warder           | Rick Leach Jim Pugh                   | 6–0, 5–7, 6–4           |
| 1987 | Miloslav Mečíř Tomáš Šmíd             | Claudio Mezzadri Jim Pugh             | 6–1, 6–2                |
| 1986 | Sergio Casal Emilio Sánchez           | Boris Becker Eric Jelen               | 6–1, 7–5                |
| 1985 | Hans Gildemeister Andrés Gómez        | Heinz Günthardt Balázs Taróczy        | 6–4, 6–3                |
| 1984 | Stefan Edberg Anders Järryd           | Heinz Günthardt Balázs Taróczy        | 6–4, 6–3                |
| 1983 | Heinz Günthardt Balázs Taróczy        | Mark Edmondson Brian Gottfried        | 6–1, 6–0                |
| 1982 | Pavel Složil Tomáš Šmíd               | Anders Järryd Hans Simonsson          | 6–4, 6–3                |
| 1981 | Hans Gildemeister Andrés Gómez        | Peter McNamara Paul McNamee           | 6–4, 3–6, 6–4           |
| 1980 | Heinz Gildemeister Andrés Gómez       | Reinhart Probst Max Wunschig          | 6–3, 6–4                |
| 1979 | Jan Kodeš Tomáš Šmíd                  | Mark Edmondson John Marks             | 6–3, 6–1, 7–6           |
| 1978 | Wojtek Fibak Tom Okker                | Antonio Muñoz Victor Pecci            | 6–2, 6–4                |
| 1977 | Bob Hewitt Karl Meiler                | Phil Dent Kim Warwick                 | 3–6, 6–3, 6–4, 6–4      |
| 1976 | Fred McNair Sherwood Stewart          | Dick Crealy Kim Warwick               | 7–6, 7–6, 7–6           |
| 1975 | Juan Gisbert Manuel Orantes           | Wojtek Fibak Jan Kodeš                | 6–3, 7–6                |
| 1974 | Jürgen Fassbender Hans-Jürgen Pohmann | Brian Gottfried Raúl Ramírez          | 6–3, 6–4, 6–4           |
| 1973 | Jürgen Fassbender Hans-Jürgen Pohmann | Manuel Orantes Ion Ţiriac             | 6–1, 6–3                |
| 1972 | Jan Kodeš Ilie Năstase                | Bob Hewitt Ion Ţiriac                 | 4–6, 6–0, 3–6, 6–2, 6–2 |
| 1971 | John Alexander Andrés Gimeno          | Dick Crealy Allan Stone               | 6–4, 7–5, 7–9, 6–4      |
| 1970 | Bob Hewitt Frew McMillan              | Tom Okker Nikola Pilić                | 6–3, 7–5, 6–2           |
| 1969 | Tom Okker Marty Riessen               | Jean-Claude Barclay Jürgen Fassbender | 6–1, 6–2, 6–4           |
| 1968 | Milan Holeček Jan Kodeš               | John Newcombe Tony Roche              | 6–4, 6–4, 7–5           |

## Các nhà tài trợ

### 2010
- Konig Pilsener
- Ricoh
- Grand Elyesee Hamburg
- Tennis Point